# Hálapénz
A hálapénz (latin eredetű szóval paraszolvencia)  elsősorban orvosok és más egészségügyi dolgozók részére ígért, fizetett vagy más módon juttatott  pénzösszeg.
Az orvosi hálapénz kérdése iránt az 1980-as évek óta jelentős társadalomtudományi és jogtudományi érdeklődés mutatkozott (pl. Ádám György (1986), Györgyi Kálmán (1988). Mint etikai kérdésről, hosszú idő óta viták folytak róla.
Már korábban is volt olyan időszak, amikor Magyarországon  bűncselekménynek számított a hálapénz elfogadása. A már hatályon kívül helyezett 1978. évi IV. törvény 250. §-a szerint 3 évi szabadságvesztéssel, a 252. §-a  szerint – vétség miatt – 2 évi szabadságvesztéssel volt büntetendő az elkövető.
Magyarországon  2021. január 1-je után akár egy évig tartó szabadságvesztéssel is büntethető az, aki hálapénzt ad vagy fogad el.

## A Büntető Törvénykönyvben
A Magyar Orvosi Kamara által 2020. április 14-én nyilvánosságra hozott „Etikai megfontolások az orvosi erőforrások elosztásához COVID-19-pandémia idején Magyarországon” című irat 5. ajánlása úgy fogalmazott: „Anyagi juttatás, hálapénz elfogadása, ismeretség vagy egyéb kapcsolat figyelembe vétele ilyen helyzetben bűncselekménynek minősül és az orvos kizárását jelentheti az orvosi kamarából". 
Orbán Viktor magyar miniszterelnök 2020. október 3-án bejelentette: Elfogadta a kormány a Magyar Orvosi Kamara (MOK) által előterjesztett, eddig soha nem látott mértékű béremelésre vonatkozó tartalmazó javaslatot. Bejelentette, hogy egyben a hálapénz kivezetéséről is megállapodás született.
A Gulyás Gergely Miniszterelnökséget vezető miniszter és Kásler Miklós, az emberi erőforrások minisztere nyújtotta be  az egészségügyi szolgálati jogviszonyról szóló törvényjavaslatot. (T/13174. számú törvényjavaslat)
Az egészségügyi szolgálati jogviszonyról szóló törvényjavaslatot egyhangúlag, 165 igen szavazattal fogadta el az Országgyűlés.
A Büntető Törvénykönyvről szóló 2012. évi C. törvénynek a korrupciós  bűncselekményekről szóló XXVII fejezetében szereplő 290. §-a (vesztegetés) illetve 291. §-a (vesztegetés elfogadása) egyaránt új (6) bekezdésekkel egészült ki 2021. január 1-jétől.
A vesztegetés fogalma kibővült:

„Aki egészségügyi szolgáltatás nyújtásával összefüggésben egészségügyi dolgozónak, egészségügyben dolgozónak vagy ezekre tekintettel másnak az egészségügyről szóló törvényben meghatározottak szerint jogtalan előnyt ad vagy ígér, ha súlyosabb bűncselekmény nem valósul meg, vétség miatt egy évig terjedő szabadságvesztéssel büntetendő.”

Ugyanakkor a Btk. 291. §-ának új (6) bekezdése meghatározza, hogy a vesztegetés elfogadása bűncselekménnyel kapcsolatban egészségügyi szolgáltatással összefüggésben jogtalan előnynek minősül az egészségügyről szóló törvényben  meghatározottak szerinti jogtalan előny.

## Az orvosi hálapénz fogalma
Az orvosi hálapénz fogalmát a MOK hatályos etikai kódexe úgy határozza meg, hogy „hálapénz, hálaszolgáltatás az a bármilyen előny és juttatás, amit a beteg vagy hozzátartozója az ellátást követően, utólag, kérés nélkül az orvosnak ad, amennyiben az még közvetve sem befolyásolja az ellátás minőségét” [II.15. pont (1) bek.].
Az egészségügyi szolgáltatással összefüggésben jogtalan előny magában foglalja a köznyelvi kifejezéssel hálapénzként emlegetett előnyt is.